# The New York Peacock
The New York Peacock er en amerikansk stumfilm fra 1917 af Kenean Buel.

## Medvirkende
- Valeska Suratt som Zena
- Harry Hilliard som Billy Martin
- Eric Mayne som Mr. Martin
- Claire Whitney som Billys kone
- William Black som Graham